# Jess Stearn
Jess Stearn (ngày 26 tháng 4 năm 1914 – ngày 27 tháng 3 năm 2002) là nhà báo và tác giả người Mỹ viết được hơn ba mươi cuốn sách, chín trong số đó là sách bán chạy nhất.

## Thân thế
Stearn chào đời tại Syracuse, New York có cha là David Stearn, một giáo sĩ Do Thái. Ông tốt nghiệp Đại học Syracuse.

## Sự nghiệp
Stearn trở thành phóng viên của tờ New York Daily News và về sau là phó tổng biên tập cho Newsweek. Ông cho rằng nhờ vào quá trình đào tạo báo chí của mình đã giúp ông trở thành một tác giả thành công.
Stearn chuyên về sách phi hư cấu suy đoán theo xu hướng giật gân. Tác phẩm ban đầu của ông tập trung vào những người ngoài cuộc và những cá nhân bị gạt ra ngoài lề xã hội như gái mại dâm, người nghiện ma túy và đồng tính nam (The Sixth Man). Tác phẩm sau này của ông tập trung vào những hiện tượng tâm linh, huyền bí và ngoại cảm. Các tác phẩm nổi tiếng nhất của ông là hai cuốn tiểu sử viết về nhà ngoại cảm người Mỹ Edgar Cayce; Stearn là diễn giả hội nghị của Hiệp hội Nghiên cứu và Khai sáng và là người đề xướng học thuyết của Cayce.
Stearn có thể là một trong những người đi đầu trong việc đưa tư tưởng phương Đông vào thế giới phương Tây thông qua cuốn sách bán chạy nhất năm 1965 của ông có nhan đề Yoga, Youth and Reincarnation.

## Đời tư
Stearn kết hôn hai lần và có hai con tên là Martha và Fred. Ông có mối quan hệ thân thiết lâu năm với nữ diễn viên kiêm phát thanh viên/truyền hình Arlene Francis. Điều này có thể liên quan đến lần đầu tiên tên của tác giả được nhắc đến trên một chuyên mục báo chí toàn quốc. Phần liên quan đến cuốn sách mới nhất của ông đã xuất hiện trong chuyên mục Tiếng nói của Broadway do đồng nghiệp truyền hình của Francis là Dorothy Kilgallen chấp bút. Kilgallen hoặc biên tập viên của cô tại tờ New York Journal American đã đăng tựa sách khó bán dành cho cuốn Yoga, Youth and Reincarnation trong ấn bản ngày 15 tháng 9 năm 1965 của tờ báo đó ngay sau một mục về buổi hòa nhạc sắp tới của Johnnie Ray ở Las Vegas. Mười năm sau, Francis đã thảo luận về một trong những giấc mơ lặp đi lặp lại của cô với Stearn về một cuốn sách mà ông đang viết, trong đó có một phần kể về những giấc mơ. Stearn và Francis có chung sở thích tập yoga và cử tạ.

## Cái chết
Stearn chết vì chứng suy tim sung huyết vào ngày 27 tháng 3 năm 2002 tại nhà riêng ở Malibu, California. Ông quyết định lựa chọn không tổ chức tang lễ vì tin vào luân hồi.

## Tác phẩm
- — (1954). Sisters of the Night: The Startling Story of Prostitution in New York Today.
- — (1959). The Wasted Years: Drug & Delinquent Stories.
- — (1961). The Sixth Man: A Startling Investigation of the Spread of Homosexuality in America.
- — (1963). The Door to the Future: Can the Future be Foreseen?.
- — (1964). The Grapevine: A Report on the Secret World of the Lesbian.[15]
- — (1965). Yoga, Youth and Reincarnation.
- — (1967). Edgar Cayce: The Sleeping Prophet.
- — (1968). The Search for the Girl with the Blue Eyes: A Venture Into Reincarnation.
- — (1969). Adventures into the Psychic.
- — (1969). The Second Life of Susan Ganther: Startling Story of Reincarnation.
- — (1972). The Seekers: Drugs and the New Generation.
- — (1972). A Time for Astrology.
- — (1972). The Miracle Workers; America's Psychic Consultants.
- — (1973). Dr Thompson's New Way for You to Cure Your Aching Back.
- — (1973). The Search for a Soul: Taylor Caldwell's Psychic Lives.
- — (1975). A Prophet in his Own Country: The Story of the Young Edgar Cayce.
- —; Caldwell, Taylor (1975). Romance of Atlantis.
- — (1976). A Matter of Immortality: Dramatic Evidence of Survival.
- — (1976). The Power of Alpha-Thinking: Miracle of the Mind.
- —; Caldwell, Taylor (1977). I, Judas.
- — (1979). The Reporter.
- —; Geller, Larry (1980). The Truth About Elvis.
- — (1981). In Search of Taylor Caldwell.
- — (1984). Soulmates: Perfect Partners Past, Present, and Beyond.
- — (1989). Intimates Through Time: Edgar Cayce's Mysteries Of Reincarnation.
- — (1997). Meetings: A Reporter's Notebook: Provocative Interviews that Capture the Spirit of Our Times.
- —; McGarey, Gladys (1998). The Physician Within You: Discovering the Power of Inner Healing.
- — (1998). Edgar Cayce on the Millennium.